# Indianapolis Racers
Indianapolis Racers byl profesionální americký klub ledního hokeje, který sídlil v Indianapolisu ve státě Indiana. Název klubu (Racers = Závodníci) je odvozen od místního automobilového okruhu Indianapolis Motor Speedway. V letech 1974–1979 působil v profesionální soutěži World Hockey Association. Racers ve své poslední sezóně v WHA skončily v základní části. Své domácí zápasy odehrával v hale Market Square Arena s kapacitou 15 993 diváků. Klubové barvy byly modrá, bílá a červená.
Klub, který založili 14. září 1973 Dick Tinkham a John Weissert, začal hrát WHA od sezóny 1974/75. Proslul bouřlivým domácím prostředím (v sezóně 1976/77 měl s 9 295 diváky na zápas nejvyšší návštěvnost v lize). V roce 1975/76 tým vyhrál Východní divizi WHA, vypadl však ve čtvrtfinále play-off s New England Whalers. V Indianapolis debutoval v profesionálním hokeji Wayne Gretzky, který zde v sezóně 1978/79 odehrál osm zápasů, v nichž vstřelil tři góly a na tři nahrál. Dalšími známými hráči, kteří prošli klubem, byli Mark Messier, švédský brankář Leif Holmqvist a Dave Keon (zapsaný roku 1986 do Hokejové síně slávy). Jediným hráčem Racers, který získal individuální trofej, byl gólman Michel Dion (Ben Hatskin Trophy 1976). Trenér Jacques Demers vyhrál v sezóně NHL 1992/1993 Stanley Cup s Montreal Canadiens.
V roce 1977 se stal majitelem kanadský realitní agent Nelson Skalbania, který se pokusil klub přestěhovat do Kanady. Vedení WHA mu však nevyhovělo, následně se kvůli poklesu zájmu o ligu a finančně náročnému kontraktu s Gretzkym Racers dostali do ztráty a museli svoji největší hvězdu prodat do Edmonton Oilers. Klub svoji poslední sezónu nedokončil: v prosinci 1978 odstoupil ze soutěže poté, co z 25 zápasů získal pouze 12 bodů.

## Umístění v jednotlivých sezonách
Stručný přehled
Zdroj: 
- 1974–1977: World Hockey Association (Východní divize)
- 1977–1979: World Hockey Association

Jednotlivé ročníky
Zdroj: 
Legenda: Z - zápasy, V - výhry, VP - výhry v prodloužení, R - remízy, P - porážky, PP - porážky v prodloužení, VG - vstřelené góly, OG - obdržené góly, +/- - rozdíl skóre, B - body, KPW - Konference Prince z Walesu, CK - Campbellova konference, ZK - Západní konference, VK - Východní konference, fialové podbarvení - reorganizace, změna skupiny či soutěže
| USA / Kanada (1974 – 1979) |                       |        |    |    |    |   |    |    |     |     |      |    |        |             |
| Sezóny                     | Liga                  | Úroveň | Z  | V  | VP | R | PP | P  | VG  | OG  | +/-  | B  | Pozice | Play-off    |
| 1974/75                    | WHA (Východní divize) | –      | 78 | 18 | –  | 3 | –  | 57 | 216 | 338 | -122 | 39 | 4.     | –           |
| 1975/76                    | WHA (Východní divize) | –      | 80 | 35 | –  | 6 | –  | 39 | 245 | 247 | -2   | 76 | 1.     | Čtvrtfinále |
| 1976/77                    | WHA (Východní divize) | –      | 81 | 36 | –  | 8 | –  | 37 | 276 | 305 | -29  | 80 | 3.     | Semifinále  |
| 1977/78                    | WHA                   | –      | 80 | 24 | –  | 5 | –  | 51 | 267 | 353 | -86  | 53 | 8.     | –           |
| 1978/79                    | WHA                   | –      | 25 | 5  | –  | 2 | –  | 18 | 78  | 130 | -52  | 12 | 7.     | –           |